# Flying Colors (phim)
Flying Colors (Nhật: ビリギャル Hepburn: Biri Gyaru, Biri Gal) là phim điện ảnh hài chính kịch Nhật Bản dành cho giới trẻ do Nobuhiro Doi đạo diễn, dựa theo một câu chuyện có thật. Bộ phim được công chiếu tại các rạp ở Nhật Bản vào ngày 1 tháng 5 năm 2015.

## Cốt truyện
Nữ sinh trung học Sayaka Kudo là một cô gái trang điểm thời thượng theo phong cách gyaru, ngọt ngào đáng yêu. Mỗi ngày, cô đều trang điểm đậm, cùng bạn bè chơi bời quên ngày tháng, không hề để tâm đến việc học hành, vì vậy thành tích học tập luôn đứng ở hạng chót. Sayaka lại tự buông xuôi, cho rằng dù sao bản thân cũng rất ngốc nghếch và vô dụng, vì vậy cô đã lãng phí tuổi thanh xuân của mình, không đoái hoài trường lớp.
Mẹ cô rất lo lắng, vì nếu cứ thế này, có lẽ việc học đại học ở trường liên thông cũng rất khó, vì vậy bà đề nghị cô thử tham gia lớp học bổ túc. Ở đó, Sayaka đã gặp được thầy Tsubota Yoshitaka. Lần đầu tiên gặp mặt, thầy Tsubota bị mái tóc vàng choé, khuôn mặt trang điểm đậm, tai đeo nữ trang, quần áo hở hang của Sayaka làm cho giật mình bối rối, nhưng rồi với tính cách phóng khoáng, thoải mái của mình, hai thầy trò đã nhanh chóng trở nên thân thiết.
Sau một lần thi thử, thầy giáo phát hiện ra tuy Sayaka đã là học sinh năm thứ hai cao trung, nhưng tâm hồn của cô chỉ bằng học sinh lớp 4, lại còn gây ra trò cười khi đọc nhầm “Thái tử Thánh Đức” thành “Cô gái béo Thánh Đức”. Đối mặt với một thách thức chưa từng có, thầy Tsubota lại không hề cười nhạo hay nản lòng, mà ngược lại còn khen cách nghĩ của Sayaka là “tư tưởng thuộc cấp thiên tài”, thậm chí còn hứa sẽ giúp Sayaka thi đỗ đại học Keio danh tiếng chỉ trong 1 năm.
Tuy không hiểu tại sao Sayaka lại thiếu kiến thức trầm trọng đến vậy, nhưng bằng trực giác nhạy bén, thầy Tsubota đã cảm nhận được năng lực và tiềm năng của Sayaka – thứ mà chính cô bé cũng không thể tin rằng mình có. Vì vậy, hai thầy trò cũng bắt tay phấn đấu đạt được mục tiêu “khó hơn lên trời”, đó là đỗ vào trường Đại học Keio, vì đây là trường danh giá với tỉ lệ chọi đầu vào cao nhất Nhật Bản. Trong quá trình đó, gặp phải rất nhiều thất bại, sự tự tin của Sayaka – người đã quá quen với thất bại – bị đả kích nặng nề. Nhưng nhờ có thầy Tsubota, mẹ và cậu bạn thích cô—Mori Reiji—luôn ở bên cổ vũ, Sayaka lại dũng cảm đứng lên, lau khô nước mắt và mồ hôi, tiếp tục phấn đấu. Bất tri bất giác, cô gái có thành tích từng rất thấp lại từng bước tiến gần hơn đến ước mơ. Điểm số các bài kiểm tra của cô tăng vọt từ 30 lên 70 chỉ trong một thời gian ngắn.

## Diễn viên
- Arimura Kasumi trong vai Kudō Sayaka
- Itō Atsushi trong vai Tsubota Yoshitaka
- Nomura Shūhei trong vai Mori Reiji
- Ōuchida Yūhei trong vai Kudō Ryūta
- Okuda Kokoro trong vai Kudō Mayumi
- Agata Morio trong vai Minegishi Makoto
- Yasuda Ken trong vai Nishimura Takashi
- Matsui Airi trong vai Honda Mika
- Tanaka Tetsushi trong vai bố của Sayaka
- Yoshida Yō trong vai mẹ của Sayaka

## Sản xuất
Flying Colors lần đầu công bố trước truyền thông Nhật Bản vào ngày 13 tháng 11 năm 2014. Nội dung phim dựa trên tiểu thuyết bán chạy nhất Gakunen Biri no Gyaru ga 1 nen de Hensachi o 40 Agete Keio Daigaku ni Geneki Gokaku Shita Hanashi (学年ビリのギャルが1年で偏差値を40上げて慶應大学に現役合格した話) của Tsubota Nobutaka, hiệu trưởng một trường tư thục. Trong cuốn tiểu thuyết này, Nobutaka viết về những trải nghiệm thật của ông với cô học trò Kobayashi Sayaka và quãng đường làm thế nào cô từ một học sinh chỉ có kiến thức ngang tầm lớp 4 tiểu học đủ trình độ đỗ vào Đại học Keio danh tiếng chỉ trong một năm rưỡi. Đến tháng 5 năm 2015, tiểu thuyết này đã bán được hơn 1 triệu bản.

## Doanh thu
Bộ phim đạt doanh thu 285,1 triệu JP¥ trong tuần đầu tiên công chiếu tại các rạp ở Nhật Bản. Đến ngày 17 tháng 5, phim thu về 12,3 triệu US$. Đây là phim Nhật Bản có doanh thu cao thứ tám của năm 2015 (cùng với Love Live! The School Idol Movie) và phim điện ảnh live action Nhật Bản có doanh thu cao thứ ba cùng năm, đạt 2,84 tỷ JP¥. Phim trình chiếu tại Trung Quốc vào ngày 14 tháng 4 năm 2016 và thu về 3,3 triệu US$ trong tuần đầu tiên ra rạp.

## Giải thưởng và đề cử
| Năm  | Giải thưởng                           | Hạng mục                                          | Kết quả   |
| ---- | ------------------------------------- | ------------------------------------------------- | --------- |
| 2015 | Giải thưởng phim Hochi lần thứ 40     | Nữ diễn viên phụ xuất sắc nhất (Yoshida Yō)       | Đoạt giải |
| 2016 | Giải Ruy băng xanh lần thứ 58         | Nữ diễn viên xuất sắc nhất (Arimura Kasumi)       | Đoạt giải |
| 2016 | Giải Ruy băng xanh lần thứ 58         | Nữ diễn viên phụ xuất sắc nhất (Yoshida Yō)       | Đoạt giải |
| 2016 | Giải Viện Hàn lâm Nhật Bản lần thứ 39 | Nữ diễn viên chính xuất sắc nhất (Arimura Kasumi) | Đề cử     |
| 2016 | Giải Viện Hàn lâm Nhật Bản lần thứ 39 | Nam diễn viên phụ xuất sắc nhất (Itō Atsushi)     | Đề cử     |
| 2016 | Giải Viện Hàn lâm Nhật Bản lần thứ 39 | Nữ diễn viên phụ xuất sắc nhất (Yoshida Yō)       | Đề cử     |
| 2016 | Giải Viện Hàn lâm Nhật Bản lần thứ 39 | Diễn viên trẻ xuất sắc của năm (Arimura Kasumi)   | Đoạt giải |